# ناکای چیکوزان
ناکای چیکوزان (به ژاپنی: 中井 竹山 Nakai Chikuzan); ۲۹ ژوئن ۱۷۳۰ – ۱۶ مارس ۱۸۰۴) فیلسوف اهل ژاپن بود.